# Satanic Warmaster
Satanic Warmaster é uma banda finlandesa de black metal formada em 1998. O nome da banda surgiu de uma demo de 1993 do grupo Lord of Evil.

## Integrantes
- Satanic Tyrant Werwolf - todos os instrumentos e vocais
- Vholm - bateria (ao vivo e em estúdio)
- Nattravn - guitarra, teclado
- Necroterror - baixo

Ex-Integrantes
- Lord War Torech - guitarra
- Nigrantium - bateria
- Lord Sarcofagian - bateria
- T. K. - guitarra
- O.M. - baixo

## Discografia
Álbuns de estúdio
- Strength and Honour (2001)
- Opferblut (2003)
- Carelian Satanist Madness (2005)
- Nachzehrer (2010)
- Fimbulwinter (2014)
- Aamongandr (2022)

EPs e singles
- Black Katharsis     (2002)
- ...of the Night    (2004)
- Werewolf Hate Attack    (2007)
- Revelation   –  (2007)
- Ondskapens Makt / Forgotten Graves   (2010)
- Winter's Hunger / Torches     (2011)
- In Eternal Fire / Ghost Wolves     (2012)
- Project Tireheb     (2015)
- 瘴疠禁室     (2015)

Colaborações
- Hold On to Your Dreams (2003 single; split com Krieg)
- The True Face of Evil (2003 single; split com The True Frost)
- March of the Legion Werwolf (2004 EP; split com Akitsa)
- Satanic Warmaster & Clandestine Blaze (2004 álbum; split com Clandestine Blaze)
- A Hymn for the Black Empire (2006 single; split com Stuthoff)
- The Chant of the Barbarian Wolves (2007 single; split com Aryan Blood)
- Dark Hymns (2007 EP; split com Mütiilation & Drowning the Light)
- Southern / Carelian Black Metal Holocaust (2008 single; split com  Evil)
- Where Eternity Awaits (2008 EP; split com Behexen)
- Majesty of Wampyric Blood (2009 single; split com Totenburg)

Compilações
- Black Metal Kommando / Gas Chamber      (2005)
- Revelation ...of the Night     (2008)
- W.A.T.W.T.C.O.T.B.W.O.A.A.      (2010)
- Luciferian Torches      (2014)

Ao vivo
- Black Metal Massacre LIVE     (2007)
- Death Live 2012      (2014)